# WX341K P
WX341K P（ダブリューエックス さん よん いち ケー ピー）は、ウィルコム向けに供給された京セラ製PHS（W-OAM）端末である。ペットネームは、Premium Bar presented by BAUM。

## 概要
WX341K（ペットネーム・BAUM）のマイナーチェンジ機種でBAUMとは異なり、塗装を施すことで高級感のあるイメージとなった端末である。機能、仕様などはBAUMと全く同一で異なる点はなく、外観上の違い以外にはカタログスペック上では両者の差はない。（ただし公表されていない変更、改善のある可能性はある。）
ACアダプタは、WX334Kと同じく従前のから出力電力がアップされたAD334Kが同梱されている。
発売と同時に、新規･機種変更と同時に23歳以上の非学生でも、キャンペーン期間に限って新ウィルコム定額プランSが契約可能な機種に指定された（同キャンペーンは、同年7月1日より開始され、当初はWX340Kのみで、期間が延長になった同年9月1日以降は、WX334Kが追加され、3機種となった）。
なお、現在は新ウィルコム定額プランSの年齢制限は撤廃されている。

## 沿革
- 2010年6月30日 - 発売を発表。オンラインショップでの予約は同年7月7日より受付も併せて発表。
- 2010年7月15日 - 「ゴールド」「プレミアムピンク」「ネイビー」が発売
- 2010年7月24日 - 「シャインホワイト」「グリーン」発売
- 2010年9月14日 - ファームアップデートを実施
- 2016年6月30日 - PHSでのウィルコムICサービス終了にともない、おサイフケータイの利用が不可とする予定。

## 各種仕様
外観以外は、スペック上はベースとなったWX341K(BAUM)と同じである。